# 傑登·丹斯
傑登·丹斯（英語：Jayden Danns，2006年1月16日—），是一名英格蘭職業足球員。目前效力於英超球隊利物浦。

## 榮譽
利物浦
- 英格蘭足球聯賽盃冠軍 : 2023–24[3]